# Grassiella wheeleri
Grassiella wheeleri är en insektsart som först beskrevs av Escherich 1905.  Grassiella wheeleri ingår i släktet Grassiella och familjen Nicoletiidae. Inga underarter finns listade i Catalogue of Life.